# CCTV-9
CCTV-9(CCTV-9 纪录, 중국어: 中国中央电视台纪录频道)은 중국중앙텔레비전의 텔레비전 채널 중 하나이다.